# 2008年夏季殘疾人奧林匹克運動會阿富汗代表團
2008年夏季殘疾人奧林匹克運動會阿富汗代表團於2008年9月6日至17日參加在中國北京舉行的第13屆殘疾人奧運會。
阿富汗在本屆殘奧會將派出1名運動員出戰舉重唯一一個項目。

## 參賽項目

### 舉重
- 穆罕默德·法希姆·拉希米 - 男子67.5公斤级 B组 - 三次試舉失敗[2]